# Hemingway & Gellhorn
Hemingway & Gellhorn är en amerikansk biografisk dramafilm från 2012 producerad för TV av HBO och regisserad av Philip Kaufman. En av producenterna är James Gandolfini, som ett tag även nämndes som aktuell till rollen som Hemingway.
Huvudrollerna spelas av Nicole Kidman och Clive Owen, och filmen handlar om journalisten Martha Gellhorns liv med författaren Ernest Hemingway, ett av Amerikas mest berömda litterära par.

## Handling
Ernest Hemingway och Martha Gellhorn träffas första gången 1936 på en bar i Key West, Florida. Efter en tid stöter de på varandra igen när de, oberoende av varandra, rapporterar från Spanien om det spanska inbördeskriget.
Hemingway intresserar sig för Gellhorn, men hon ställer sig avvisande. Vid en bombräd hamnar dock paret på samma hotellrum, och ett förhållande inleds. Av deras förhållande och av Gellhorns inre styrka inspireras Hemingway att skriva sin roman Klockan klämtar för dig.
Efter Spanien skaffar de sig ett hus på Kuba, men Gellhorn får en förfrågan från Collier's Weekly om att åka till Finland som krigskorrespondent, något hon inte kan låta bli att göra trots Hemingways ogillande.
De skriver brev till varandra där de bedyrar varandra sin kärlek, Hemingway super och Gellhorn återvänder till ett hem som är i oordning, men möts av beskedet att Hemingway begärt skilsmässa från tidigare hustrun, så att han kan gifta sig med Gellhorn (något som sker en timme och fyrtiotvå minuter in i filmen).

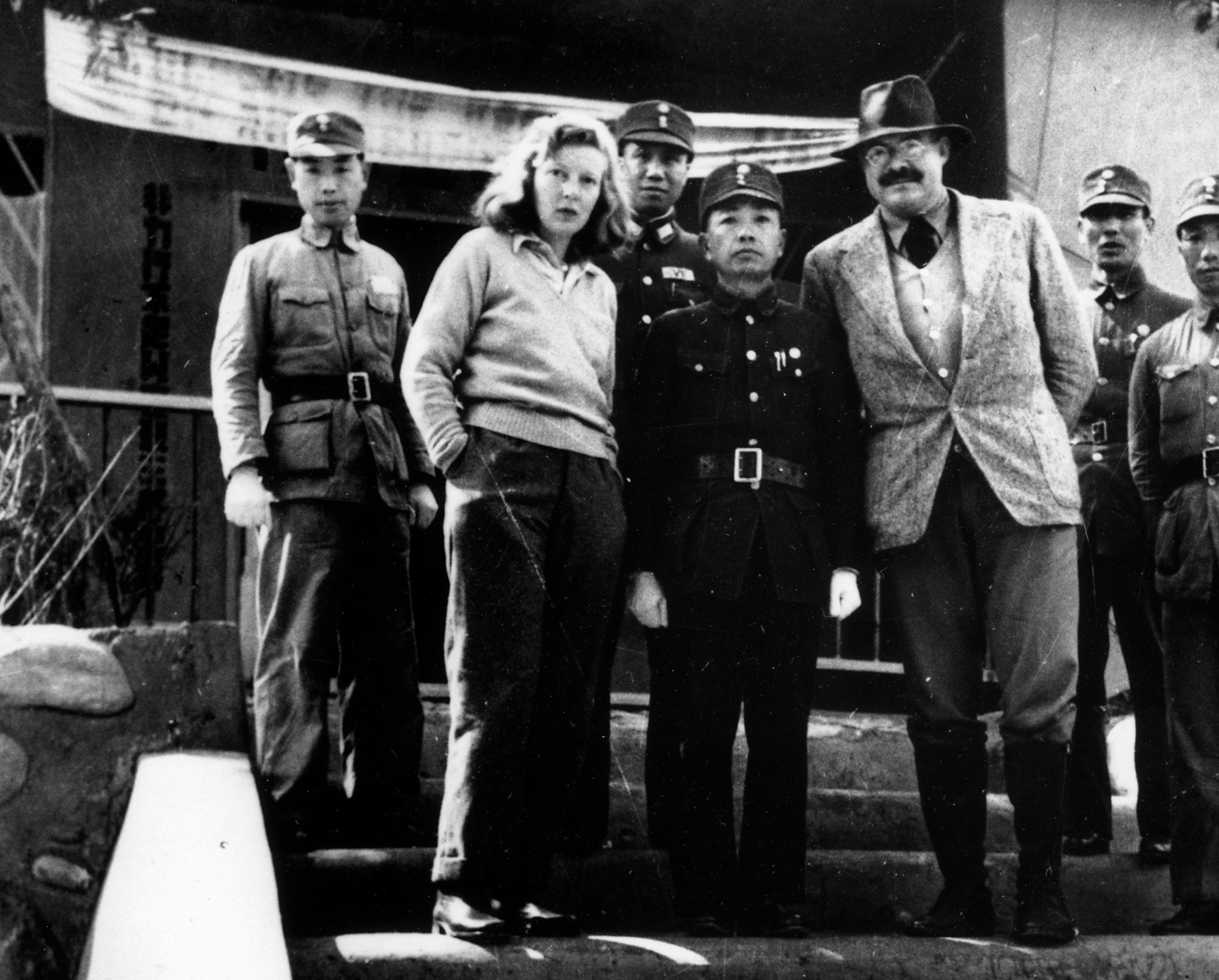
På bilden syns verklighetens Gellhorn och Hemingway på besök i Kina.

Gellhorn övertalar Hemingway att följa med till Kina kort efter att de gift sig. Efter Kina slutar Hemingway att skriva och tillbringar dagarna på sin båt Pilar där han låtsas jaga tyska ubåtar. Gellhorn har tråkigt och försöker få sin uppdragsgivare att skicka henne till Europa, men de skickar Hemingway istället. Gellhorn smiter dock ombord på ett sjukhusfartyg och blir den första journalist att rapportera från landstigningen i Normandie. Hemingway är tillsammans med Mary Welsh med om en bilolycka och Gellhorn åker till sjukhuset, när hon får se Hemingway där tillsammans med Welsh ber hon om skilsmässa.
Filmens egentliga huvudkaraktär är Martha Gellhorn, filmen både startar och slutar med henne då hon på ålderns höst blir intervjuad om sin tid med Hemingway, och hennes röst finns även med som berättarröst under filmens gång.
| ”                           | Vi var bra under krig. När det inte var krig, förde vi vår eget. Ingen av oss överlevde familjelivet. | „ |
| – Citat ur filmen, 02:13:35 | |   |

## Roller (i urval)

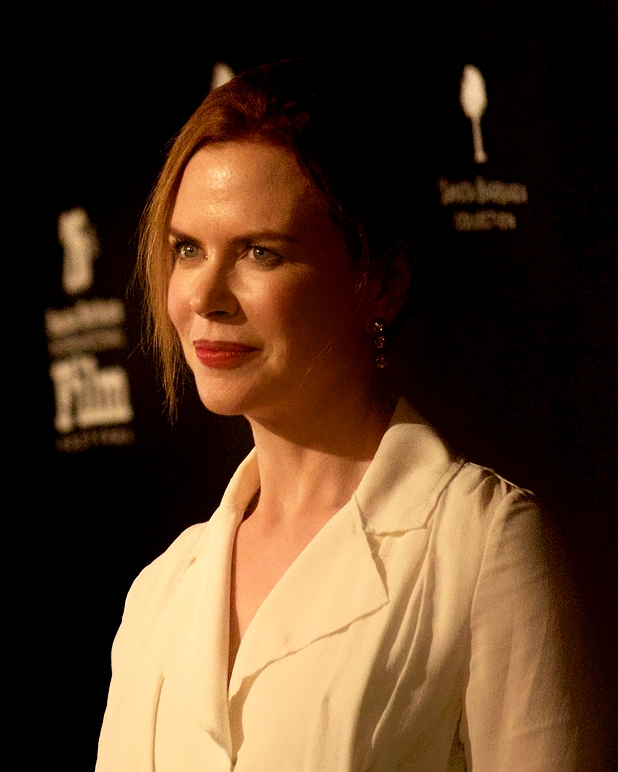
Nicole Kidman

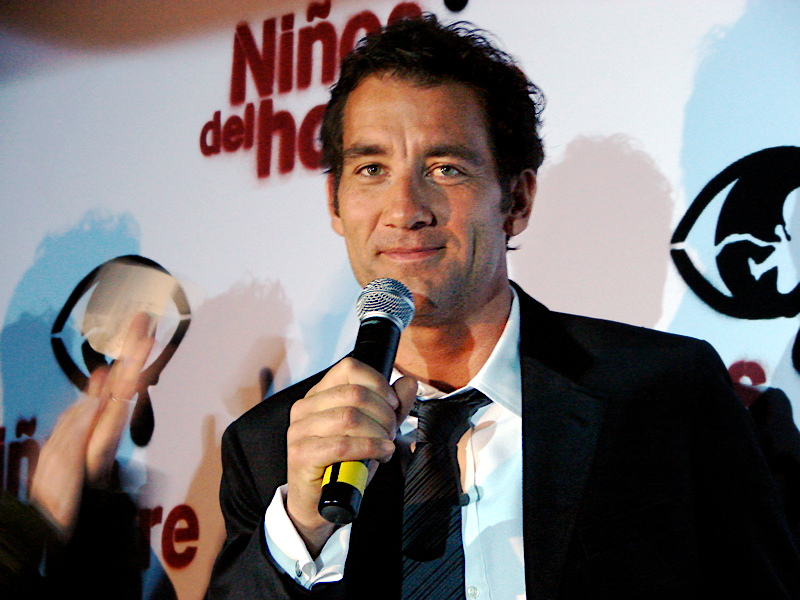
Clive Owen

| Nicole Kidman    | – Martha Gellhorn      |
| Clive Owen       | – Ernest Hemingway     |
| David Strathairn | – John Dos Passos      |
| Molly Parker     | – Pauline Pfeiffer     |
| Parker Posey     | – Mary Welsh Hemingway |
| Rodrigo Santoro  | – Paco Zarra           |
| Mark Pellegrino  | – Max Eastman          |
| Peter Coyote     | – Maxwell Perkins      |
| Lars Ulrich      | – Joris Ivens          |
| Robert Duvall    | – General Petrov       |
| Tony Shalhoub    | – Mikhail Koltsov      |

## Mottagande
Filmen fick blandat mottagande av kritiker, Entertainment Weekly använde begreppet "a big creamy bitch" och Vanity Fair använde orden "unchained malady". Kidmans gestaltning av Gellhorn rosades av flera skribenter.

## Priser och utmärkelser
Filmen fick runt trettio nomineringar och vann American Cinema Editors (även kallat för Eddie Awards) pris i kategorin Best Edited Miniseries or Motion Picture for Television 2013. Filmen fick även två Emmys, dels för musiken och dels för ljudredigeringen.
Både Nicole Kidman och Clive Owen blev nominerade till Golden Globe Award 2013 för sina respektive rollprestationer.